# Cypherpunks
Cypherpunks - Liberdade e o futuro da internet é um livro de 2012, escrito por Julian Assange, jornalista e ativista australiano, editor do Wikileaks. 
O livro é resultado de reflexões de Assange com um grupo de pensadores rebeldes e ativistas que atuam nas linhas de frente da batalha em defesa do ciberespaço (Jacob Appelbaum, Andy Müller-Maguhn e Jérémie Zimmermann).
O livro foi a primeira obra de Assange a ser publicada no Brasil. A edição brasileira, da  Boitempo Editorial, teve a colaboração do filósofo esloveno Slavoj Žižek.